# Michel Brusseaux
Michel Brusseaux   (Sidi Bel Abbès, 10 de març de 1913 - 28 de febrer de 1986) fou un futbolista francès.

## Selecció de França
Va formar part de l'equip francès a la Copa del Món de 1938.